# Yosuke Nozawa
Yosuke Nozawa (野澤 洋輔 Nozawa Yosuke?), född 9 november 1979 i Shizuoka prefektur, är en japansk fotbollsspelare.
Nozawa började sin karriär 1998 i Shimizu S-Pulse. 2000 flyttade han till Albirex Niigata. Han spelade 188 ligamatcher för klubben. Efter Albirex Niigata spelade han för Shonan Bellmare, Matsumoto Yamaga FC och Albirex Niigata Singapore. Han gick tillbaka till Albirex Niigata 2019.